# Izatha metadelta
Izatha metadelta là một loài bướm đêm thuộc họ Oecophoridae. Nó là loài đặc hữu của New Zealand, ở đó nó được tìm thấy ở North Island only, ở đó nó is rare phía bắc of Waikato and the Bay of Plenty.
Sải cánh dài 15–18.5 mm đối với con đực và 19–25.5 mm đối với con cái. Con trưởng thành bay vào tháng 12, tháng 1 and tháng 2.
Larvae have been reared from the under bark of dead Aristotelia serrata, from a rather dry, soft fallen branch của Hedycarya arborea and from unspecified damp, rotten wood on the ground.